# Wereldkampioenschappen kunstschaatsen junioren 1989
De Wereldkampioenschappen kunstschaatsen junioren zijn samen een jaarlijks terugkerend evenement dat door de Internationale Schaatsunie (ISU) wordt georganiseerd. De editie van 1989, de veertiende in de reeks, vond van 29 november tot en met 4 december 1988 plaats in Sarajevo, de hoofdstad van de deelstaat Bosnië en Herzegovina in de SFR Joegoslavië. Het was na de edities van 1983 en 1986 de derde keer dat dit evenement in deze stad en dit land plaatsvond.
Titels en medailles waren er te verdienen in de categorieën: jongens individueel, meisjes individueel, paarrijden en ijsdansen.

## Deelname
Er namen deelnemers uit 25 landen, een evenaring van het record aantal in 1980, deel aan de kampioenschappen. Zij vulden het record aantal van 85 startplaatsen in. België, Bulgarije, Hongarije, Joegoslavië, Oost-Duitsland, Polen, Roemenië, Spanje, Tsjechoslowakije en Zweden maakten na een of meerdere jaren afwezigheid hun rentree bij de WK-junioren. Ten opzichte van de vorige editie vaardigde China deze editie geen deelnemers af.
Namens België was debutante Isabelle Balhan het zevende meisje dat in het meisjestoernooi uitkwam en de eveneens debutanten Barbara Deroose / Andy Scherpereel het tweede paar dat bij het ijsdansen uitkwam. Namens Nederland nam Alcuin Schulten voor de derde keer deel bij de jongens en Daniella Roymans voor de tweede maal bij de meisjes.
Deelnemende landen
(Tussen haakjes het totaal aantal startplaatsen in de vier toernooien.)
| Sovjet-Unie (10) Verenigde Staten (8) Canada (7) Frankrijk (6) Japan (5) Verenigd Koninkrijk (5) Australië (3) | Bulgarije (3) Duitse Democratische Republiek (3) Hongarije (3) Oostenrijk (3) Polen (3) Tsjecho-Slowakije (3) West-Duitsland (3) | Zuid-Korea (3) België (2) Denemarken (2) Italië (2) Joegoslavië (2) Nederland (2) Roemenië (2) | Zwitserland (2) Mexico (1) Spanje (1) Zweden (1) |

## Medailleverdeling
De twaalf medailles gingen deze editie naar vijf landen. Vijf gingen er naar de Sovjet-Unie, twee naar Frankrijk, Japan en de Verenigde Staten en een naar Oost-Duitsland.
Bij de jongens werd Viacheslav Zagorodniuk de veertiende wereldkampioen en hij was hiermee de vijfde die uit de Sovjet-Unie kwam, Vitali Egorov (1979), Alexandr Fadejev (1980) en de broers Viktor Petrenko (1984) en Vladimir Petrenko (1986) gingen hem voor. Het was zijn tweede medaille, in 1988 won hij de zilveren medaille. Op de plaatsen twee en drie stonden jongens die voor het eerst een medaille behaalden. Het zilver ging naar de Amerikaan Shepherd Clark. Met de bronzen medaille behaalde Masakazu Kagiyama het tweede eremetaal voor Japan bij de mannen, op de eerste editie won Takashi Mura zilver.
Bij de meisjes werd Jessica Mills de veertiende wereldkampioene en zij was hiermee de achtste Amerikaanse na Suzie Brasher (1976), Jill Sawyer (1978), Elaine Zayak (1979), Rosalynn Sumners (1980), Tiffany Chin (1981), Cindy Bortz (1987) en Kristi Yamaguchi (1988). Met haar tweede medaille, net als in 1988 ook zilver, behaalde Junko Yaginuma het vierde eremetaal voor Japan bij de meisjes. De bronzen medaille werd door Surya Bonaly behaald, in 1988 werd ze bij haar debuut (nog) veertiende. Het was de eerste medaille bij de meisjes voor Frankrijk, het tiende land dat in het meisjestoernooi een medaille won.
Bij de paren behaalden de zilverenmedaillewinnaars van 1988, het Sovjet-paar Evgenia Chernyshova / Dmitri Sukhanov, als elfde paar de wereldtitel. Het was de negende titel voor hun vaderland, Veronika Pershina / Marat Akbarov (1979), Larisa Seleznova / Oleg Makarov (1980, 1981), Marina Avstriskaia / Yuri Kvashnin (1982, 1983), Jekaterina Gordejeva / Sergej Grinkov (1985) en Elena Leonova / Gennadi Krasnitski (1986, 1987) gingen hun voor. Op de plaatsen twee en drie stonden paren die voor het eerst een medaille behaalden. De zilveren medaille werd door het Oost-Duitse paar Angela Caspari / Marno Kreft behaald, die daar mee de vierde medaille in het paarrijden voor hun vaderland verdienden. De bronzen medaille werd door het Sovjet-paar Irina Saifutdinova / Aleksej Tichonov behaald.
Voor de zesdemaal bij het ijsdansen, inclusief de eerste editie, stonden de drie paren voor het eerst op het erepodium. Angelika Kirkhmaier / Dmitri Lagutin werden het tiende kampioenspaar en ze zorgden er daarmee voor dat de titel voor de twaalfde keer en voor het twaalfde opeenvolgende jaar naar de Sovjet-Unie ging. Hun landgenoten Ludmila Berezova / Vladimir Fedorov behaalden het zilver. De bronzen medaille werd behaald door Marina Morel / Gwendal Peizerat, zij behaalden de vijfde medaille voor Frankrijk bij het ijsdansen, in 1976, 1978, 1985 en 1986 werd ook de bronzen medaille behaald.
| Onderdeel | Goud                                  | Zilver                              | Brons                                 |
| --------- | ------------------------------------- | ----------------------------------- | ------------------------------------- |
| Jongens   | Viacheslav Zagorodniuk                | Shepherd Clark                      | Masakazu Kagiyama                     |
| Meisjes   | Jessica Mills                         | Junko Yaginuma                      | Surya Bonaly                          |
| Paren     | Evgenia Chernyshova / Dmitri Sukhanov | Angela Caspari / Marno Kreft        | Irina Saifutdinova / Aleksej Tichonov |
| IJsdansen | Angelika Kirkhmaier / Dmitri Lagutin  | Ludmila Berezova / Vladimir Fedorov | Marina Morel / Gwendal Peizerat       |

## Uitslagen
| #                   | naam (deelname)            | land                                    |        |
| ------------------- | -------------------------- | --------------------------------------- | ------ |
| Goud                | Viacheslav Zagorodniuk (2) | Vlag van Sovjet-Unie                    |        |
| Zilver              | Shepherd Clark (2)         | Vlag van Verenigde Staten               |        |
| Brons               | Masakazu Kagiyama (2)      | Vlag van Japan                          |        |
| 04                  | Nicolas Pétorin            | Vlag van Frankrijk                      |        |
| 05                  | Mirko Eichhorn             | Vlag van Duitse Democratische Republiek |        |
| 06                  | Elvis Stojko               | Vlag van Canada                         |        |
| 07                  | Igor Pasjkevitsj           | Vlag van Sovjet-Unie                    |        |
| 08                  | Gleb Bokiy                 | Vlag van Sovjet-Unie                    |        |
| 09                  | Alex Chang                 | Vlag van Verenigde Staten               |        |
| 10                  | Philippe Candeloro (3)     | Vlag van Frankrijk                      |        |
| 11                  | Tomoaki Koyama (4)         | Vlag van Japan                          |        |
| 12                  | Steven Cousins (2)         | Vlag van Verenigd Koninkrijk            |        |
| 13                  | Herb Cherwoniak            | Vlag van Canada                         |        |
| 14                  | Antonio Moffa (2)          | Vlag van Italië                         |        |
| 15                  | Michael Tyllesen           | Vlag van Denemarken                     |        |
| 16                  | Péter Kovács               | Vlag van Hongarije                      |        |
| 17                  | Alcuin Schulten (3)        | Vlag van Nederland                      |        |
| 18                  | Joško Cerovac              | Vlag van Joegoslavië (1943-1992)        |        |
| 0-                  | Cornel Gheorghe (3)        | Vlag van Roemenië                       | t.z.t. |
| 0-                  | Jaroslav Suchý (3)         | Vlag van Tsjecho-Slowakije              | t.z.t. |
| Finale niet bereikt |                            |                                         |        |
| 21                  | Armin Withalm (2)          | Vlag van Oostenrijk                     |        |
| 22                  | Robert Grzegorczyk         | Vlag van Polen                          |        |
| 23                  | George Galanis             | Vlag van Australië                      |        |
| 24                  | Alexander Mladenov         | Vlag van Bulgarije (1971-1990)          |        |
| 25                  | Kim Se-yol                 | Vlag van Zuid-Korea                     |        |

| #                   | naam (deelname)      | land                                    |
| ------------------- | -------------------- | --------------------------------------- |
| Goud                | Jessica Mills        | Vlag van Verenigde Staten               |
| Zilver              | Junko Yaginuma (3)   | Vlag van Japan                          |
| Brons               | Surya Bonaly (2)     | Vlag van Frankrijk                      |
| 04                  | Tanja Krienke        | Vlag van Duitse Democratische Republiek |
| 05                  | Patricia Wirth (3)   | Vlag van Bondsrepubliek Duitsland       |
| 06                  | Jennifer Leng        | Vlag van Verenigde Staten               |
| 07                  | Sandra Garde (2)     | Vlag van Frankrijk                      |
| 08                  | Margot Bion (2)      | Vlag van Canada                         |
| 09                  | Alma Lepina          | Vlag van Sovjet-Unie                    |
| 10                  | Yuka Sato            | Vlag van Japan                          |
| 11                  | Yulia Kulibanova     | Vlag van Sovjet-Unie                    |
| 12                  | Jutta Cossette       | Vlag van Canada                         |
| 13                  | Lenka Kulovaná       | Vlag van Tsjecho-Slowakije              |
| 14                  | Anja Geissler        | Vlag van Bondsrepubliek Duitsland       |
| 15                  | Laurence Janner      | Vlag van Zwitserland                    |
| 16                  | Mari Kobayashi       | Vlag van Japan                          |
| 17                  | Emma Murdoch         | Vlag van Verenigd Koninkrijk            |
| 18                  | Tamara Heggen        | Vlag van Australië                      |
| 19                  | Lee Eun-hee          | Vlag van Zuid-Korea                     |
| 20                  | Isabelle Balhan      | Vlag van België                         |
| Finale niet bereikt |                      |                                         |
| 21                  | Ines Klubal (3)      | Vlag van Zweden                         |
| 22                  | Christine Czerni (2) | Vlag van Oostenrijk                     |
| 23                  | Laia Papell          | Vlag van Spanje                         |
| 24                  | Charlotte Petersen   | Vlag van Denemarken                     |
| 25                  | Codruta Moiseanu     | Vlag van Roemenië                       |
| 26                  | Daniella Roymans (2) | Vlag van Nederland                      |
| 27                  | Melita Juratek       | Vlag van Joegoslavië (1943-1992)        |
| 28                  | Noémi Sarkadi        | Vlag van Hongarije                      |
| 29                  | Tsvetelina Yankov    | Vlag van Bulgarije (1971-1990)          |
| 30                  | Erika Beckly (2)     | Vlag van Mexico                         |

| #      | naam (deelname)                                   | land                                    |
| ------ | ------------------------------------------------- | --------------------------------------- |
| Goud   | Evgenia Chernyshova (2) Dmitri Sukhanov (2)       | Vlag van Sovjet-Unie                    |
| Zilver | Angela Caspari Marno Kreft (3)                    | Vlag van Duitse Democratische Republiek |
| Brons  | Irina Saifutdinova (3) Aleksej Tichonov           | Vlag van Sovjet-Unie                    |
| 04     | Marie-Josée Fortin (3) Jean-Michel Bombardier (3) | Vlag van Canada                         |
| 05     | Inna Svetacheva Vladimir Shagov                   | Vlag van Sovjet-Unie                    |
| 06     | Ann-Marie Wells (2) Brian Wells 2)                | Vlag van Verenigde Staten               |
| 07     | Jennifer Heurlin (2) John Frederiksen (2)         | Vlag van Verenigde Staten               |
| 08     | Catherine Barker Michael Aldred                   | Vlag van Verenigd Koninkrijk            |
| 09     | Beata Szymłowska Mariusz Siudek                   | Vlag van Polen                          |

| #                   | naam (deelname)                       | land                              |
| ------------------- | ------------------------------------- | --------------------------------- |
| Goud                | Angelika Kirkhmaier Dmitri Lagutin    | Vlag van Sovjet-Unie              |
| Zilver              | Ludmila Berezova Vladimir Fedorov     | Vlag van Sovjet-Unie              |
| Brons               | Marina Morel Gwendal Peizerat         | Vlag van Frankrijk                |
| 04                  | Lynn Burton (2) Andrew Place (2)      | Vlag van Verenigd Koninkrijk      |
| 05                  | Marie-France Dubreuil Bruno Yvars     | Vlag van Canada                   |
| 06                  | Christine Chadufaux Karim Zeriahem    | Vlag van Frankrijk                |
| 07                  | Brigitte Richer (2) Michel Brunet (2) | Vlag van Canada                   |
| 08                  | Sabine Baratelli Paolo Ceccattini     | Vlag van Italië                   |
| 09                  | Holly Robbins Kyle Schneble           | Vlag van Verenigde Staten         |
| 10                  | Katherine Williamson Ben Williamson   | Vlag van Verenigde Staten         |
| 11                  | Christine Bomba Patrick Zelechovsky   | Vlag van Bondsrepubliek Duitsland |
| 12                  | Susana Slobodova Tomas Morbacher      | Vlag van Tsjecho-Slowakije        |
| 13                  | Kinga Zielińska Marcin Głowacki       | Vlag van Polen                    |
| 14                  | Alice Veres Gyula Szombathelyi        | Vlag van Hongarije                |
| 15                  | Lisa Sheehan Justin Lanning           | Vlag van Verenigd Koninkrijk      |
| 16                  | Albena Denkova Hristo Nikolov         | Vlag van Bulgarije (1971-1990)    |
| 17                  | Karin Galle Rudolf Galle              | Vlag van Oostenrijk               |
| 18                  | Portia Duval Andrejs Liepiniks        | Vlag van Australië                |
| 19                  | Jung Sung-min (2) Jung Sung-ho (2)    | Vlag van Zuid-Korea               |
| 20                  | Ildi Jarai Boris Bellorini            | Vlag van Zwitserland              |
| Finale niet bereikt |                                       |                                   |
| 21                  | Barbara Deroose Andy Scherpereel      | Vlag van België                   |

Medaillewinnaars

Jongens · 
Meisjes · 
Paren · 
IJsdansen

 Toernooi

1976 · 
1977 · 
1978 · 
1979 · 
1980 · 
1981 · 
1982 · 
1983 · 
1984 · 
1985 · 
1986 · 
1987 · 
1988 · 
1989 · 
1990 · 
1991 · 
1992 · 
1993 · 
1994 · 
1995 · 
1996 · 
1997 · 
1998 · 
1999 · 
2000 · 
2001 · 
2002 · 
2003 · 
2004 · 
2005 · 
2006 · 
2007 · 
2008 · 
2009 · 
2010 ·
2011 ·
2012 ·
2013 ·
2014 ·
2015 ·
2016 ·
2017 ·
2018 ·
2019 · 
2020

 ISU-kampioenschappen

WK kunstschaatsen · 
EK kunstschaatsen · 
Viercontinentenkampioenschap · 
Olympische Spelen